# Gianni Montanari
Gianni Montanari (Piacenza, 23 marzo 1949 – Piacenza, 19 ottobre 2020
) è stato un traduttore, scrittore e curatore editoriale italiano.

## Biografia
Nato a Piacenza nel 1949, dopo aver conseguito la laurea alla Statale di Milano fu docente di lingua inglese negli istituti secondari.
Curatore specializzato nell'ambito della fantascienza e delle riviste amatoriali, diresse le collane Galassia (con Vittorio Curtoni dal 1970 al 1974, poi da solo fino al 1978) e Science Fiction Book Club (dal 1976 al 1979) e curò gli ultimi titoli dei "Fantapocket" Longanesi nel 1978-80, sempre svolgendo un'intensa attività di traduttore.
La sua fama è legata in particolare alla collana Urania di Mondadori, della quale è stato il curatore dal 1985 al 1990, quando subentrò al duo Fruttero & Lucentini. In tale veste Gianni Montanari ideò il Premio Urania per il miglior romanzo italiano (divenuto il principale riconoscimento del settore), chiuse la sezione "Capolavori" all'interno di Urania e cambiò la linea di Millemondi, che durante la gestione Fruttero-Lucentini raccoglieva ristampe, trasformandola in un'occasione per i racconti brevi e le antologie.
In Urania Classici pubblicò opere di autori nuovi per Urania, provenienti dai cataloghi di altre case editrici, e fondò la collana mensile Urania Fantasy e la collana libraria Altri Mondi.
Promosse in Urania la pubblicazione di autori cyberpunk come Lucius Shepard e William Gibson e di scrittori inusuali quali Octavia E. Butler e Serge Brussolo.
Collaborò con saggi sulla fantascienza italiana a Survey of SF Literature, Salem Press 1979 e Anatomy of Wonder, Bowker Press 1981, e dal 1978 al 1992 curò inoltre svariati titoli per la collana BUR Fantascienza della Rizzoli.

## Opere

### Romanzi
- Nel nome dell'uomo, Galassia n. 155, La Tribuna, 1971
- La sepoltura, Galassia n. 191, La Tribuna, 1972
- Daimon, La Fantascienza n. 4, Longanesi, 1978
- Ismaele, Elara 2013

### Racconti
- Logica del murice, 1971, Robot, aprile 1977; ristampato 2005

### Saggi
- Ieri, il futuro, Editrice Nord, Milano, 1977
- La Fantascienza  (gli autori e le opere), Guide Pratiche n. 9, Longanesi 1978